# Zvonimir Miloš
Zvonimir Miloš  (Sušak /danas Rijeka/, 14. studenog 1903. – Bazovica 6. rujna 1930.), organizator otpora protiv fašizma.

## Životopis
Rođen 1903. godine na Sušaku, u obitelji računovođe Julija Miloša. Članovi obitelji Miloš bili su nacionalno osvješteni, a nakon što se preselio u Trst uključio se u rad slovenskih društava. U Trstu je završio poslovnu školu i radio kao knjigovođa tvrtke Notagrando. Bio je aktivan u klubovima za mlade, a nakon njihova raspuštanja 1927. godine bio je jedan utemeljitelja i vođa tajne organizacije Borba. Sudjelovao je u prosvjednim podmetanjima požara u školama i vrtićima u kojima se provodila nasilna asimilacija te u postavljanju eksploziva ispod svjetionika pobjede u Trstu - 6. siječnja 1930. i uredništvu fašističkog lista Il Popolo di Trieste 10. veljače 1930. Tijekom masovnih uhićenja pripadnika organizacije TIGR u proljeće 1930., bio je uhićen i mučen u zatvoru. Posebni vojni sud za zaštitu zemlje ga je, na 1. Tržičkom procesu, održanom od 1. do 5. rujna 1930. osudio na smrt. Miloš je zajedno s Franom Marušičem, Ferdom Bidovcem i Alojzom Valenčićem strijeljan 6. rujna 1930. u 05:40 kod Bazovice.

## Odlikovanja
Godine 1997. Republika Slovenija posmrtno mu je dodijelila Zlatni časni znak slobode republike Slovenije (Zlati častni znak svobode republike Slovenije) povodom 50. godišnjice priključenja Primorja matici Sloveniji.